# Monete euro austriache
     Zona euro
     UE appartenenti agli AEC II
     UE appartenenti agli AEC II con deroga
     UE non appartenenti agli AEC II
     Non UE che usano bilateralmente l'euro
     Non UE che usano unilateralmente l'euro
Le monete euro austriache sono le monete in euro coniate dalla Repubblica d'Austria e sono entrate in circolazione il 1º gennaio 2002, quando la valuta nazionale dell'Austria, lo scellino, è stata sostituita dall'euro secondo un rapporto di cambio di 13,76 a 1. Le monete sono coniate nella Münze Österreich, la zecca austriaca.

## Faccia nazionale
La faccia nazionale presenta un diverso disegno per ogni taglio, con un tema comune per ogni serie di monete. I tagli minori mostrano fiori tipici della nazione, la serie di mezzo esempi di architettura della capitale austriaca, Vienna, e le due monete di taglio maggiore recano personalità famose dell'Austria (Bertha von Suttner e Wolfgang Amadeus Mozart). Tutti i tagli sono stati disegnati da Josef Kaiser e includono anche le 12 stelle rappresentanti l'Unione europea e l'anno di conio.
Sul bordo della moneta da 2 euro si legge la scritta "2 EURO" impressa quattro volte; le scritte sono alternativamente rivolte verso l'alto e verso il basso e sono tra loro intervallate da tre stelle (***), per un totale di 12 stelle.
| € 0,01                                                                  | € 0,02                                                                     | € 0,05 |
| ----------------------------------------------------------------------- | -------------------------------------------------------------------------- | --- |
|                                                                         |                                                                            | |
| Una genziana (gentiana)                                                 | Una stella alpina                                                          | Una primula |
| € 0,10                                                                  | € 0,20                                                                     | € 0,50 |
|                                                                         |                                                                            | |
| La cattedrale di Santo Stefano a Vienna, esempio di architettura gotica | Il Belvedere a Vienna, esempio di architettura barocca                     | Il Palazzo della Secessione a Vienna, esempio di Art Nouveau                                                     |
| € 1,00                                                                  | € 2,00                                                                     | Bordo 2 euro |
|                                                                         |                                                                            | |
| Il compositore Wolfgang Amadeus Mozart                                  | La scrittrice pacifista e premio Nobel per la Pace 1905 Bertha von Suttner | La sequenza "2 EURO***" ripetuta quattro volte e alternativamente capovolta, dove "*" è sostituito da una stella |

### Future modifiche alla faccia nazionale delle monete in circolazione
La Commissione della Comunità europea ha emesso una raccomandazione in data 19 dicembre 2008, una linea guida comune per le facce nazionali e l'emissione di monete in euro destinate alla circolazione. Due sezioni di questa raccomandazione prevedono che:
Articolo 2. Identificazione dello Stato membro di emissione:
"Le facce nazionali di tutti i valori unitari delle monete in euro destinate alla circolazione devono recare l’indicazione dello Stato membro di emissione: il nome intero o una sua abbreviazione.
Articolo 3. Omissione della denominazione della moneta e del valore unitario:
"Sulla faccia nazionale delle monete in euro destinate alla circolazione non deve essere ripetuta né l’indicazione del valore unitario, né di una sua parte, e non deve neppure essere ripetuta la denominazione della moneta unica o di una sua suddivisione, a meno che simili indicazioni siano dovute all’utilizzo di un alfabeto diverso."
Un nuovo design per le monete euro austriache è previsto per il prossimo futuro, per conformarsi alle nuove linee guida, anche se non è stato ancora annunciato ufficialmente.

## Quantità monete coniate
|                                                                                     | Divisionali FDC | Divisionali FS | Divisionali FDC Commemorative | € 0,01      | € 0,02      | € 0,05      | € 0,10      | € 0,20      | € 0,50      | € 1,00      | € 2,00      |
| Circolanti                                                                          | Circolanti      | Circolanti     | Circolanti                    | Circolanti  | Circolanti  | Circolanti  | Circolanti  |             |             |             |             |
| ----------------------------------------------------------------------------------- | --------------- | -------------- | ----------------------------- | ----------- | ----------- | ----------- | ----------- | ----------- | ----------- | ----------- | ----------- |
| 2002                                                                                | 100.000         | 10.000         | 0                             | 378.400.000 | 326.400.000 | 217.000.000 | 441.600.000 | 203.400.000 | 169.100.000 | 223.500.000 | 196.400.000 |
| 2003                                                                                | 125.000         | 25.000         | 5.100                         | 10.800.000  | 118.500.000 | 108.500.000 | *           | 50.900.000  | 9.100.000   | *           | 4.700.000   |
| 2004                                                                                | 10.000          | 20.000         | 0                             | 115.000.000 | 156.400.000 | 89.300.000  | 5.200.000   | 54.800.000  | 3.100.000   | 2.600.000   | 2.500.000   |
| 2005                                                                                | 100.000         | 20.000         | 0                             | 174.700.000 | 163.200.000 | 66.100.000  | 5.200.000   | 4.100.000   | 3.100.000   | 2.600.000   | /           |
| 2006                                                                                | 10.000          | 20.000         | 0                             | 48.300.000  | 39.800.000  | 5.600.000   | 40.000.000  | 8.200.000   | 3.200.000   | 7.700.000   | 2.300.000   |
| 2007                                                                                | 75.000          | 20.000         | 0                             | 111.900.000 | 72.200.000  | 52.700.000  | 81.300.000  | 45.000.000  | 3.000.000   | 41.100.000  | /           |
| 2008                                                                                | 50.000          | 15.000         | 0                             | 50.900.000  | 125.100.000 | 96.700.000  | 70.200.000  | 45.300.000  | 3.000.000   | 65.500.000  | 2.600.000   |
| 2009                                                                                | 74.000          | 15.000         | 1.000                         | 158.900.000 | 120.400.000 | 5.800.000   | 15.900.000  | 49.800.000  | 14.700.000  | 40.300.000  | /           |
| 2010                                                                                | 50.000          | 15.000         | 0                             | 168.500.000 | 104.200.000 | 63.700.000  | 42.800.000  | 4.200.000   | 30.000.000  | 11.200.000  | 17.000.000  |
| 2011                                                                                | 50.000          | 15.000         | 0                             | 189.600.000 | 148.600.000 | 66.600.000  | 27.600.000  | 21.300.000  | 6.000.000   | 8.000.000   | 27.700.000  |
| 2012                                                                                | 45.000          | 10.000         | 5.000                         | 169.300.000 | 78.100.000  | 35.300.000  | 25.000.000  | 10.800.000  | *           | *           | 21.200.000  |
| 2013                                                                                | 45.000          | 10.000         | 5.000                         | 179.200.000 | 121.500.000 | 36.100.000  | 30.100.000  | 25.200.000  | *           | *           | 10.100.000  |
| 2014                                                                                | 42.500          | 10.000         | 7.500                         | 185.500.000 | 116.100.000 | 48.000.000  | 27.600.000  | 10.500.000  | *           | *           | 20.100.000  |
| 2015                                                                                | 45.000          | 10.000         | 5.000                         | 118.000.000 | 45.400.000  | 61.000.000  | 63.100.000  | 9.000.000   | *           | *           | 12.300.000  |
| 2016                                                                                | 45.000          | 10.000         | 5.000                         | *           | *           | *           | 12.300.000  | 30.000.000  | 5.000.000   | 5.200.000   | /           |
| 2017                                                                                | 45.000          | 10.000         | 5.000                         | 37.700.000  | 57.200.000  | 35.200.000  | 39.500.000  | 30.000.000  | 15.000.000  | 8.000.000   | 17.700.000  |
| 2018                                                                                | 45.000          | 10.000         | 5.000                         | 138.500.000 | 85.650.000  | 22.600.000  | 30.200.000  | 20.400.000  | 17.100.000  | 5.100.000   | /           |
| 2019                                                                                | 45.000          | 10.000         | 5.000                         | 130.900.000 | 91.200.000  | 15.000.000  | 15.100.000  | 25.600.000  | 2.800.000   | 2.700.000   | 15.800.000  |
| 2020                                                                                | 45.000          | 10.000         | 5.000                         | 85.500.000  | 57.300.000  | 5.600.000   | 12.100.000  | 19.800.000  | 14.900.000  | 4.000.000   | 12.700.000  |
| 2021                                                                                | 45.000          | 10.000         | 5.000                         | 73.400.000  | 64.600.000  | 20.200.000  | 12.100.000  | 21.000.000  | 7.400.000   | 5.400.000   | 9.900.000   |
| 2022                                                                                | 50.000          | 10.000         | 5.000                         | 38.000.000  | 58.400.000  | 16.700.000  | 15.700.000  | 25.300.000  | 8.400.000   | 7.000.000   | 9.100.000   |
| 2023                                                                                | 45.000          | 10.000         | 5.000                         | 28.400.000  | 36.100.000  | 13.700.000  | 26.500.000  | 38.000.000  | 8.400.000   | 9.000.000   | 38.300.000  |
| 2024                                                                                | 45.000          | 0              | 5.000                         | 28.600.000  | 32.600.000  | 14.200.000  | 22.500.000  | 23.100.000  | 5.700.000   | 8.000.000   | 25.500.000  |
| 2025                                                                                | 45.000          |                | 5.000                         | *           | *           | *           | *           | *           | *           | *           | *           |
| / = non emessa, ? = finora sconosciuto, * = emessa solo nelle divisionali ufficiali |                 |                |                               |             |             |             |             |             |             |             |             |

## 2 euro commemorativi
| Immagine | Anno | Tema                                                                                 | Tiratura   | Emissione       | Incisore                            |
| -------- | ---- | ------------------------------------------------------------------------------------ | ---------- | --------------- | ----------------------------------- |
|          | 2005 | 50º anniversario della firma del Trattato di Stato austriaco                         | 7.000.000  | 11 maggio 2005  | Helmut Andexlinger                  |
|          | 2007 | 50º anniversario della firma dei Trattati di Roma (emissione comune)                 | 9.000.000  | 25 marzo 2007   | Luc Luycx                           |
|          | 2009 | 10º anniversario dell'UEM (emissione comune)                                         | 5.000.000  | 2 gennaio 2009  | Georgios Stamatopoulos              |
|          | 2012 | 10º anniversario della circolazione di banconote e monete in euro (emissione comune) | 11.000.000 | 2 gennaio 2012  | Helmut Andexlinger                  |
|          | 2015 | 30º anniversario della Bandiera europea (emissione comune)                           | 2.500.000  | 30 ottobre 2015 | Georgios Stamatopoulos              |
|          | 2016 | 200º anniversario della Banca Nazionale Austriaca                                    | 16.000.000 | 18 gennaio 2016 | Herbert Wähner                      |
|          | 2018 | 100º anniversario della Repubblica d'Austria                                         | 18.160.000 | 2 gennaio 2018  | Helmut Andexlinger e Herbert Wähner |
|          | 2022 | 35º anniversario dell'istituzione del Progetto Erasmus (emissione comune)            | 1.000.000  | 1º luglio 2022  | Joaquin Jimenez                     |